# 1911 год в литературе

## События
- Согласно циркуляру Петра Столыпина было закрыто Еврейское литературное общество.
- Создано Еврейское литературно-научное общество
- В Санкт-Петербурге вышел в свет первый том «Военной энциклопедии» изданный книгоиздательским товариществом И. Д. Сытина.

## Премии

### Международные
- Нобелевская премия по литературе — Морис Метерлинк, «За драматические произведения, отмеченные богатством воображения и поэтической фантазией».

### Франция
- Гонкуровская премия — Альфонс де Шатобриан, «Господин де Лурдин»
- Премия Фемина — Луи де Робер, Le Roman du malade

## Книги

### Романы
- «Дженни Герхардт» — роман Теодора Драйзера.
- «Ральф 124C 41 плюс» — роман Хьюго Гернсбека.
- «На взгляд Запада[англ.]» — роман Джозефа Конрада.

### Повести
- «Суходол» — повесть Ивана Бунина.
- «Тени забытых предков» — повесть Михаила Коцюбинского.

### Пьесы
- «Кавалер роз», «Имярек» — пьесы Гуго фон Гофмансталя[1].
- «Индулис и Ария» — пьеса в стихах Яна Райниса[2].
- «Лесная песня» — пьеса в стихах Леси Украинки.

## Родились
- 19 января — Анатолий Владимирович Софронов, русский советский поэт (умер в 1990).
- 24 января — Кэтрин Мур, американская писательница-фантаст (умерла в 1987).
- 12 апреля — Ви́таутас Си́риос-Ги́ра, литовский писатель (умер в 1997).
- 30 апреля — Луизе Ринзер, немецкая писательница  (умерла в 2002).
- 17 июня — Виктор Платонович Некрасов, русский советский писатель (умер в 1987).
- 27 июня — Георгий Васильевич Мете́льский, русский журналист и писатель Литвы (умер в 1966).
- 30 июня — Чеслав Милош, польский поэт, лауреат Нобелевской премии по литературе 1980 года (умер в 2004).
- 12 (25) июля — Пётр Степанович Комаров, русский советский поэт, лауреат Сталинской премии (умер в 1949).
- 29 июля — Эдуард Клаудиус, немецкий писатель (умер в 1976).
- 19 сентября — Уильям Голдинг, английский поэт, драматург, прозаик, лауреат Нобелевской премии по литературе (умер в 1993).
- 21 сентября – Александру Жар, румынский поэт и прозаик (умер в 1988).
- 15 октября —
- Джеймс Шмиц, американский писатель-фантаст (умер в 1981).
- Мануэл да Фонсека,  португальский поэт и писатель (умер в 1993).
- 1 ноября — Анри Труайя, французский писатель русско-армянского происхождения, настоящее имя Лев Асланович Тарасов (умер в 2007).
- 12 ноября — Люк Эстан, французский писатель, поэт, журналист, эссеист (умер в 1992).

## Умерли
- 3 февраля — Роберт Трессол, английский писатель (родился в 1870).
- 30 мая — Константин Михайлович Фофанов, русский поэт (родился в 1862).
- 26 июня — Вильгельм Йорген Бергзое, датский писатель, поэт (родился в 1835).
- 31 июля — Пьер Фере, французский духовный писатель (родился в 1830).
- 13 сентября — Раймундо Коррея, бразильский поэт.
- 6 ноября — Йозеф Виктор Видман, швейцарский журналист, писатель и поэт[3]; номинант на Нобелевскую премию по литературе (род в 1842).
- 23 декабря — Николай Николаевич Златовратский, русский писатель (родился в 1845).